# Пекинская весна
«Пекинская весна» (кит. 北京之春, пиньинь Běijīng zhī chūn, палл. Бэйцзин чжи чунь) — короткий период политической либерализации в Китайской Народной Республике (КНР) с ноября 1978 года по апрель 1981 года, сразу после осуждения «Культурной революции». Название происходит от «Пражской весны», аналогичного события, произошедшего в Чехословакии в 1968 году.

## Начало событий
В ноябре и декабре 1978 года некоторые подробности обсуждения реформы Центрального комитета Коммунистической партии Китая («Третий пленум») и сведения о планируемых экономических изменениях просочились в широкую общественность, что сразу привело к эйфории по всей стране. Ещё до конференции некоторые представители местной власти начали раздавать сельскохозяйственные земли бывших «Народных коммун» отдельным крестьянам, позволяя им выращивать и продавать большую часть своей продукции по своему усмотрению и ответственности. Многие чиновники, представители интеллигенции и рядовые граждане, также надеялись на политические перемены в областях, которые серьёзно пострадали от радикальной политики Мао: культура, средства массовой информации, образование, национальные меньшинства и религиозные институты, свободы в повседневной жизни.
Активисты по всей стране стали открыто собираться и обсуждать демократические свободы. Самые смелые стали клеить петиции на зданиях крупных городов. Вскоре в Пекине на зданиях стали появляться петиции о демократических свободах, которые в последующем сформировали «Стену демократии».

## История
Во время «пекинской весны» общественности была дана возможность критиковать действия правительства, что раньше, в период правления Мао Цзэдуна, было под строгим запретом в Китайской Народной Республике. Большая часть этой критики была направлена на культурную революцию и решения правительства во время правления Мао. Это всё привело к началу китайского демократического движения, которое вошло в историю как движение Стена Демократии.
Независимые художники и писатели присоединились к движению. Некоторые реформаторы внутри Коммунистической партии сочувствовали правозащитникам, считая их союзниками против всё ещё влиятельных «консерваторов» в руководстве партии. Поскольку Демократическое движение также оспаривало основные принципы коммунистического правления как такового, вся демократическая деятельность была запрещена в начале 1981 года. Десятки активистов в конечном итоге получили суровые тюремные сроки, многие позже отправились в изгнание.

## Поздний период
Идеи «пекинской весны» были кратко возрождены в студенческом движении 1989 года на площади Тяньаньмэнь. Выражение «Пекинская весна» также использовалось в более поздний период политической оттепели в КНР, с сентября 1997 года до середины ноября 1998 года. Во время «новой Пекинской весны» власти Китая ослабили некоторый контроль над политическим выражением мнений и организацией. Предвестниками этого короткого периода либерализации стали относительно спокойная передача британского Гонконга Китаю и смерть Дэн Сяопина в начале 1997 года.
Именно во время второй «Пекинской весны» была основана и некоторыми местными властями официально зарегистрирована партия китайской демократии. Диссидент движения «Стена демократии» Вэй Цзиншэн был освобожден и сослан, Китай подписал Международный пакт о гражданских и политических правах, в это же время страну посетили президент США Билл Клинтон и комиссар ООН по правам человека Мэри Робинсон. К концу 1998 года правительство вновь расправилось с ведущими диссидентами и участниками оппозиционной партии Демократической партии Китая.